# Esad Hasanović
Esad Hasanović (serbisch-kyrillisch Есад Хасановић; * 24. Januar 1985 in Novi Pazar) ist ein ehemaliger serbischer Radrennfahrer.
Esad Hasanović begann seine Profikarriere 2005 beim serbisch-montenegrinischen Continental Team Aerospace Engineering Pro Equipe und wurde im selben Jahr Zweiter bei den serbisch-montenegrinischen Meisterschaften im Einzelzeitfahren. Zur Saison 2006 wechselte er zum US-amerikanischen Continental Team AEG-Toshiba-JetNetwork Pro Cycling Team. Ein Jahr später wurde er serbischer Meister im Einzelzeitfahren sowie im Straßenrennen der Altersklasse U23.
Ab der Saison 2008 ging Hasanović für das serbische Continental Team Centri della Calzatura-Partizan an den Start und entschied das slowakische Eintagesrennen Grand Prix Kooperativa für sich. 2008, 2010 und 2013 entschied er erneut die serbische Zeitfahrmeisterschaft für sich, 2011 und 2012 wurde er zudem nationaler Meister im Kriterium.

## Erfolge
2007
- Serbischer Meister – Einzelzeitfahren
- Serbischer Meister – Straßenrennen (U23)

2008
- Grand Prix Kooperativa
- Serbischer Meister – Einzelzeitfahren

2010
- Grand Prix of Moscow
- eine Etappe Serbien-Rundfahrt
- Serbischer Meister – Einzelzeitfahren

2011
- Serbischer Meister – Kriterium

2012
- Serbischer Meister – Kriterium

2013
- Serbischer Meister – Einzelzeitfahren

## Teams
- 2005 Aerospace Engineering Pro Equipe
- 2006 AEG-Toshiba-JetNetwork Pro Cycling Team
- 2007 AEG-Toshiba-JetNetwork Pro Cycling Team
- 2008 Centri della Calzatura-Partizan
- 2009 Centri della Calzatura
- 2010 Partizan Srbija
- 2011 Partizan Powermove